# Good Times!
Good Times! är The Monkees tolfte studioalbum utgivet 27 maj 2016 på skivbolaget Rhino Entertainment. Albumet är producerat av Adam Schlesinger, känd från gruppen Fountains Of Wayne. Albumet gavs ut lagom till 50-årsjubileet av det första albumet 1966 och det är det första nya studioalbumet av gruppen på tjugo år.
På albument medverkar samtliga fyra ursprungliga gruppmedlemmar. Davy Jones, som avled 2012, sjunger på den tidigare outgivna inspelningen av "Love to Love" som spelades in i slutet av 1960-talet, men färdigställdes först nu för detta album. Detta är andra gången som Michael Nesmith deltagit i någon av återföreningarna på skiva (första gången var på albumet Justus från 1996). Här sjunger han bland annat den psykedeliska låten "Birth of an Accidental Hipster" som specialskrevs för The Monkees av Noel Gallagher och Paul Weller.
Andra låtskrivare som specialskrivit låtar för albumet är Rivers Cuomo från gruppen Weezer, Ben Gibbard från Death Cab for Cutie, Andy Partridge från XTC och Zach Rogue från Rogue Wave.
Albumet debuterade på den amerikanska försäljningslistans 6:e plats och på Billboard-listan (som inte bara räknar antal sålda exemplar utan streamingtjänsternas statistik m.m.) hamnade albumet på 14:e plats den första veckan. Dessutom låg album etta på amerikanska Amazons fösäljningslista i en vecka.
Detta var gruppens bästa placering på Billboard-listan sedan 1968 då albumet The Birds, the Bees & the Monkees låg på 3:e-plats som bäst.

## Låtlista
1. Good Times (Harry Nilsson) (duett mellan Micky Dolenz & Harry Nilsson)
2. You Bring the Summer (Andy Partridge)
3. She Makes Me Laugh (Rivers Cuomo)
4. Our Own World (Adam Schlesinger)
5. Gotta Give It Time (Jeff Barry/Joey Levine)
6. Me & Magdalena (Ben Gibbard)
7. Whatever's Right (Tommy Boyce/Bobby Hart)
8. Love to Love (Neil Diamond)
9. Little Girl (Peter Tork)
10. Birth of an Accidental Hipster (Noel Gallagher/Paul Weller)
11. I Wasn't Born to Follow (Carole King/Gerry Goffin)
12. I Know What I Know (Mike Nesmith)
13. I Was There (And I'm Told I Had a Good Time) (Micky Dolenz/Adam Schlesinger
14. A Better World[a]